# 至誠会産科婦人科
至誠会産科婦人科 （しせいかいさんかふじんか）は、かつて大阪府大阪市阿倍野区に存在した医療機関。
一般社団法人至誠会（東京女子医科大学の卒業生によって構成される同窓会）により開設された産科・婦人科の専門診療所だった。
1941年に至誠会関西支部病院として開設。2003年に有床診療所に改組したが、2016年6月30日をもって閉鎖した。

## 診療科
- 産科
- 婦人科

## 交通アクセス
- 大阪市営地下鉄谷町線文の里駅より徒歩7分
- JR阪和線美章園駅より徒歩7分
- 近鉄南大阪線河堀口駅より徒歩7分
- JR大和路線・大阪環状線・阪和線天王寺駅東口より徒歩12分
- 大阪市営地下鉄御堂筋線天王寺駅より徒歩12分
- 近鉄南大阪線大阪阿部野橋駅東改札口より徒歩12分
- 大阪市営バス三明町2丁目バス停よりすぐ